# Kalendarium powstania warszawskiego – 9 sierpnia

## 9 sierpnia, środa

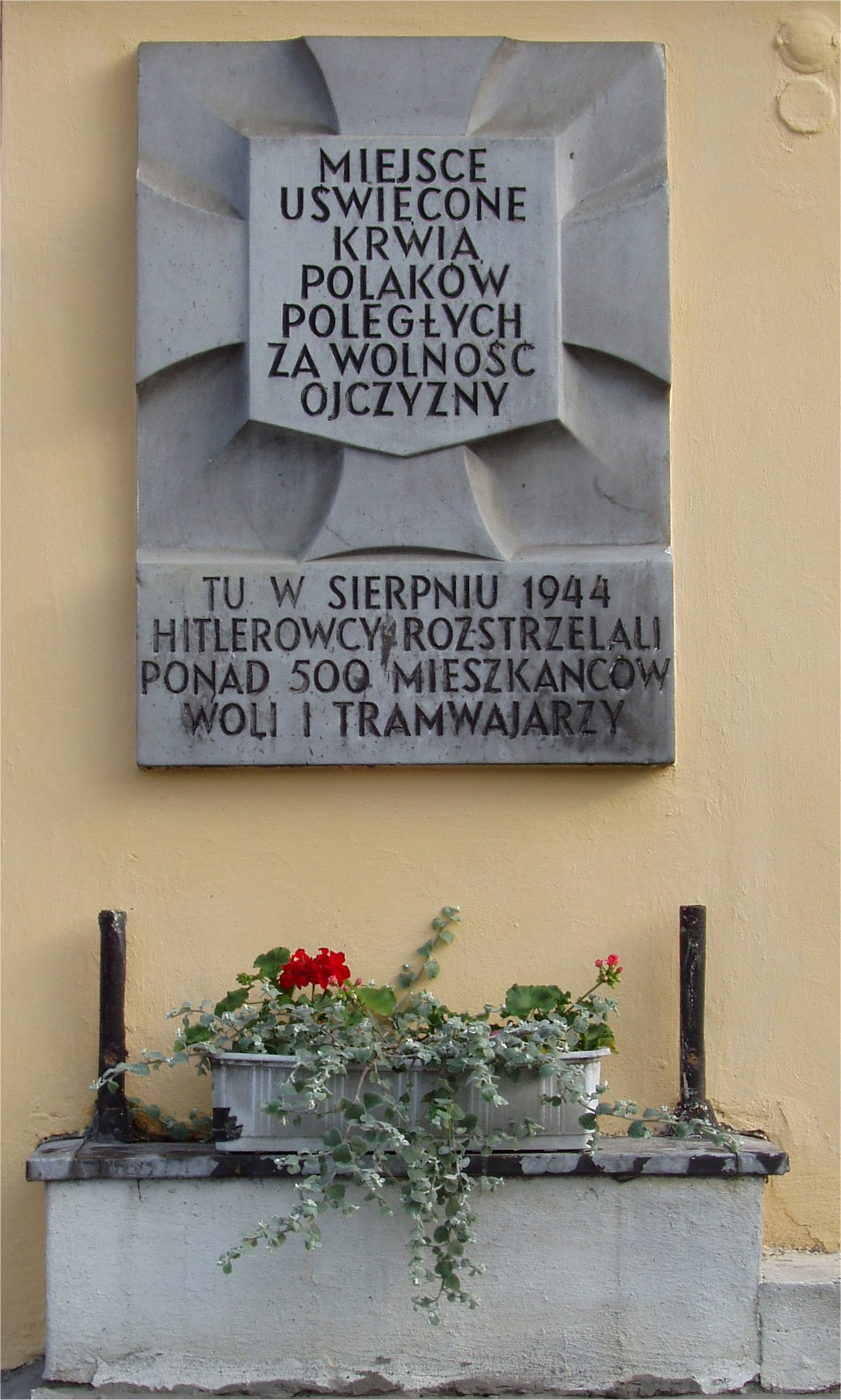
Przy ul. Siedmiogrodzkiej 5 na Woli

Po opanowaniu przez siły niemieckie arterii przelotowej i jej umocnieniu odbywa się ewakuacja tzw. dzielnicy rządowej wraz z gubernatorem dystryktu warszawskiego  Ludwigiem Fischerem. Podczas ewakuacji siedziby gubernatora z pałacu Brühla, na placu Żelaznej Bramy ginie od kuli powstańczej zastępca gubernatora, Herbert Hummel. Sam Fischer został ranny.
Oddziały zgrupowania „Radosław” walczą o zatrzymanie Powązek, osłaniają Stare Miasto; Parasol przesunięty na ul. Gęsią; ul. Stawki przechodzi z rąk do rąk. Na Powiślu AK-owcy skutecznie odpierają ataki niemieckie. Na Ochocie duże straty po stronie polskiej, skutecznie odpierane ciężkie ataki. Ciężko ranny w lewe płuco na terenie szkoły przy ul. Spokojnej 13 (Wola) zostaje ppor. Jan Rodowicz Anoda.
Trwają ataki artyleryjskie na Stare Miasto.
Wśród ludności i powstańców nadal panuje atmosfera więzi i wiary w wyzwolenie; odbywają się msze święte.
Z meldunku w dzienniku bojowym 9. Armii niemieckiej:
Opór w Warszawie wzmaga się. Toczące się walki to najtrudniejsze – w pełnym znaczeniu tego słowa – boje uliczne na terenie wielkiego miasta. Własne straty są wysokie. Celem opanowania położenia potrzebna jest pełnowartościowa dywizja wyposażona w dużą ilość broni ciężkiej.
Z dziennika von dem Bacha:
Od każdej strony brakuje mi sił. Obyśmy tylko utrzymali Warszawę!
Tego dnia odbyła się druga rozmowa premiera rządu RP Stanisława Mikołajczyka ze Stalinem. Mikołajczyk świadomy już złej sytuacji powstania prosił o natychmiastowe zrzuty i pomoc dla powstania – uzyskał taką obietnicę, Stalin jednak nie zamierzał jej zrealizować i zwlekał z wydaniem takiej decyzji – pomoc sowiecka w postaci zrzutów uzbrojenia nastąpiła dopiero w dniach pomiędzy 13 września a 14 września, po 44 dniach walki od rozpoczęcia powstania, gdy nie mogło to wpłynąć w istotnym stopniu na wynik walk w Warszawie.
Dodatkowo zrzuty zawierały radziecką amunicję nie pasującą do broni walczących powstańców, użyteczne były jedynie artykuły żywnościowe m.in. konserwy. Niekorzystną sytuację pogłębiała także zwłoka Stalina w wydaniu pozwolenia na lądowanie samolotów alianckich na radzieckich lotniskach na wschód od Warszawy, Stalin wydał ją dopiero 13 września 1944.
Mikołajczyk odrzucił nalegania Stalina w sprawie uznania Linii Curzona jako nowej granicy wschodniej Polski i fuzji z PKWN, które domagało się 75% tek ministerialnych w rządzie. Podczas spotkania Stalin był zaskakująco przyjazny, oświadczając np. iż celem polityki sowieckiej jest przyjaźń między nami, oraz stwierdził: postaramy się zrobić wszystko [...] aby dopomóc Warszawie. Mikołajczyk wrócił do Londynu pewny, że udało mu się uzyskać obietnicę pomocy dla powstania. Już w trzy dni później, 12 sierpnia Stalin oświadczył jednak, że powstanie warszawskie jest bezsensowną i przerażającą awanturą oraz że dowództwo sowieckie musi odgrodzić się od awantury warszawskiej. Z kolei Jan Karski podaje, iż podczas tej rozmowy Stalin powtarzał oburzające i nieprawdziwe oświadczenia Bieruta, że w Warszawie nie ma żadnego powstania, jednak w oficjalnych protokołach sowieckich ze spotkania ten tekst nie występuje.